# Рассудовка
Рассудовка — малая река Москвы, левый приток реки Пахры.

## Этимология
Название происходит от исторической деревни Рассудово, находящейся на берегах реки. На старых картах и в архивах называется «Разсудовка».

## Описание
Река в центральной части России, левый приток реки Пахра.
Начинается в елово-берёзовом лесу, течёт в юго-восточном направлении. В центре деревни Рассудово на реке обустроен Рассудовский пруд с пожарным пирсом, из-за чего в более низком течении летом пересыхает. Постоянное течение образуется водосбросными потоками очистных сооружений во второй, обустроенный на реке, пруд по правой стороне железнодорожных путей Киевского направления и водосбросными потоками по руслу исторической реки Дуровки.
Река имеет два левых притока: ручей Алёшин и река Дуровка.
На реке находится два населённых пункта: деревня Рассудово и посёлок Рассудово.